# Apatura parisia
Apatura parisia är en fjärilsart som beskrevs av Jean Guillaume Audinet Serville 1820/30. Apatura parisia ingår i släktet Apatura och familjen praktfjärilar. Inga underarter finns listade i Catalogue of Life.